# Kool DJ Herc

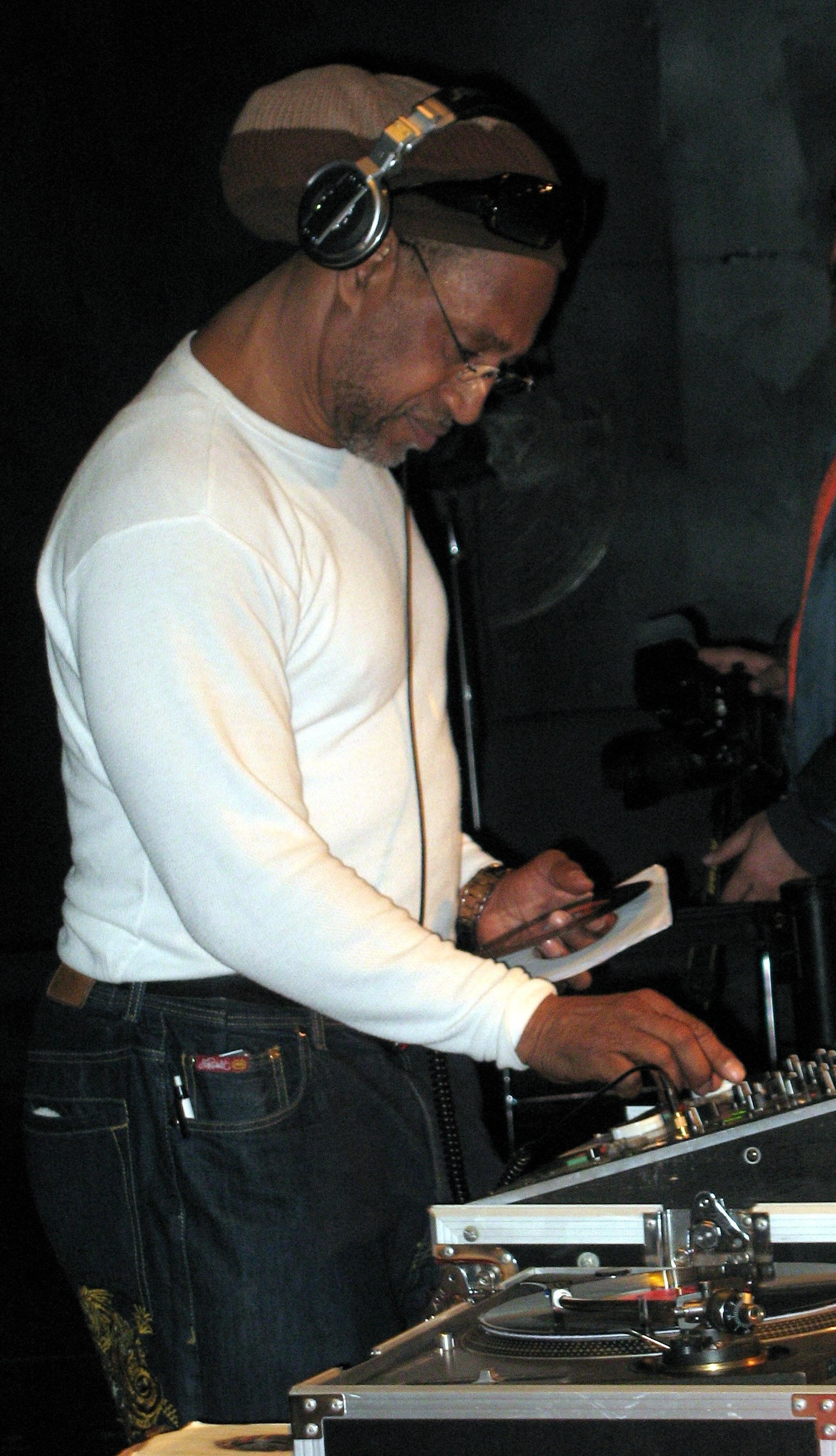
Kool DJ Herc (2009)

Kool DJ Herc (* 16. April 1955 in Kingston, Jamaika; auch DJ Kool Herc, bürgerlich Clive Campbell) ist ein US-amerikanisch-jamaikanischer DJ und Produzent. Er gilt als einer der Pioniere des Hip-Hop in den 1970er Jahren. Seinen Künstlernamen leitet er 1973 von seinem Spitznamen „Hercules“ ab, eine Anspielung auf seine große und kräftige Statur. Als Graffiti-Sprayer kürzte er den Namen auf 'Herc' zusammen und ergänzte später das Wort 'Kool'.

## Biografie

### Die Erfindung des Hip-Hop
Kool DJ Herc stammt aus Kingston, Jamaika und zog 1967 mit 12 Jahren nach New York. Dorthin nahm er den Reggae mit, der in seiner Heimat bereits in den 1960er die Straßen unterhielt. Seine DJ-Karriere begann 1973 als Party-DJ auf dem Geburtstag seiner Schwester und weiteren Privatpartys. Zum Ende des gleichen Jahres hatte er seinen ersten professionellen Auftritt als Kool DJ Herc im Club „Twilight Zone“.
Die Vorbilder von Kool Herc waren Disco-DJs aus den Bronx wie Grandmaster Flowers, Pete Jones, Amazing Birth und John Brown. Er bekam allerdings auch die Entwicklung des Dub seiner Heimat mit. Da Reggae in New York aber unpopulär war, begann er früh, über die Instrumentalstellen damals populärer Stücke zu sprechen, wodurch der Rap geboren wurde. Er widmete sich außerdem dem gerade aufkommenden Funk, dessen Elemente er in seine Kreationen integrierte. Da die Sprechstellen relativ kurz waren, begann er sie zu verlängern, indem er zwei identische Platten auf zwei Plattenspielern benutzte und so die Instrumental-Intervalle verlängerte. Indem er Songs nicht mehr als Ganzes spielte, sondern nur deren tanzbarsten Teile, die sogenannten „Breaks“, wiederholte, schaffte er den Prototyp dessen, was heute als Hip-Hop-Musik bekannt ist. Ob die Erfindung des Wortes „Hip-Hop“ von ihm stammt, ist umstritten. Sie wird häufig auch DJ Hollywood und Lovebug Starski zugeschrieben.
Seine ersten Breakbeats – damit die ersten überhaupt bekannten – stammten aus den Stücken It’s Just Begun von Jimmy Castor Bunch sowie Apache von der Incredible Bongo Band. Apache wurde zu seiner Erkennungsmelodie, gefolgt von Rap-ähnlichen Ansagen und Ankündigungen.

### The Herculoids
Berühmt war er vor allem für seine Block Partys, deren Gesicht er in der Bronx prägte. Sein Soundsystem war nach Aussage der damaligen Hörer das mit Abstand eindrucksvollste und beste im Viertel. Der niedrige Eintrittspreis von 25 Cent, das Soundsystem und sein damals einzigartiger DJ-Style führten dazu, dass seine Partys eine der wenigen Gelegenheiten waren, zu denen Bewohner der ganzen, damals von inneren Konflikten und Gang-Streitigkeiten zerrissenen Bronx kamen.
Auf seinen Block Partys arbeitete er recht bald mit dem MC Coke La Rock und dem Rapper Clark Kent sowie den kurz darauf hinzukommenden Mitgliedern Pebelee-Poo, Sweet N’ Sour, Timmy Tim, Tony D, Imperial Jay Cee sowie Smiley, die als erste Frau als MC auftritt. Diese Crew benannte sich nach Herc als The Herculoids.

### Höhepunkt der Karriere
1975 startete er als DJ im legendären Club „Hevalo“. Er legte weiterhin eine Mischung aus der Musik seines Herkunftslandes, Soul, Funk und Discomusik auf. Zusammen mit Afrika Bambaataa und Grandmaster Flash, für die er ein Vorbild war, gehörte Herc außerdem zu den ersten wichtigen Block-Party-DJs der Hip-Hop-Keimzelle Bronx. Vor allem die Lautstärke seines Soundsystems wurde legendär und konnte auch von Grandmaster Flash und Bambaata nicht übertönt werden.
Mitte der 70er entsteht auf seinen Partys ein Tanzstil, der als Breaking bis heute ebenfalls ein essentieller Bestandteil der Hip-Hop-Kultur ist. Er selbst bezeichnete sich gern als den ältesten B-Boy New Yorks. Herc legte in der Diskothek „The Puzzle“ auf und installierte sich dort ein eigenes Soundsystem. Dieses bestand aus zwei Garrard-Plattenspielern, einem Vorverstärker und für damalige Verhältnisse riesigen Bassboxen. Afrika Bambaata beschrieb die Musik von Herc wie folgt:
„He just kept that beat going. He took the music of like Mandrill, like ‚Fencewalk‘, certain disco records that had funky percussion breaks like The Incredible Bongo Rockers when they came out with ‚Apache‘ and he just kept this beat going. It might be that certain part of the record that everybody waits for – they just let their inner self go and get wild. The next thing you know, the singer comes back in and you'd be mad.“ (aus Poschardt: DJ Culture)

### Rückzug
1978 zog sich DJ Kool Herc aufgrund einer Handverletzung, die er sich im Club „Executive Playhouse“ zuzog, aus dem Musikgeschäft zurück. Sein Rückzug war sehr plötzlich und überraschend. 1984 hatte er seinen letzten öffentlichen Auftritt und war im selben Jahr im Film Beat Street selbst zu sehen. In den folgenden Jahren machte er Schlagzeilen aufgrund von Drogenproblemen, und er hielt sich als Lastwagenfahrer und Werftarbeiter über Wasser. Erst Anfang der 1990er Jahre trat er wieder an die Öffentlichkeit, unter anderem bei einem Interview der Zeitschrift The Source im November 1993, wo er gemeinsam mit Grandmaster Flash und Afrika Bambaata die Frage nach dem tatsächlichen Erfinder des Hip-Hop und des ersten Rap-DJ klären sollte. 1994 tauchte er gemeinsam mit dem Public-Enemy-DJ Terminator X auf dessen Terminator X and the Godfathers of Threatt/Super Bad und 1997 auf dem Album Dig Your Own Hole der Chemical Brothers auf. Im Jahre 2011 war Kool DJ Herc im Video von Yelawolf feat. Kid Rock Let´s Roll zu sehen, wo er von den beiden Künstlern gewürdigt wurde.

### Krankheit
Ende Januar 2011 wurde DJ Kool Herc mit Nierensteinen ins Krankenhaus eingeliefert. Da DJ Kool Herc nicht krankenversichert war, wollte das Krankenhaus die notwendige Operation nur gegen Vorkasse ausführen. Da DJ Kool Herc diese jedoch zunächst nicht bezahlen konnte, rief DJ Premier in seinem Blog zu einer Spendenaktion auf.

## Diskografie

### Gastauftritte
- 1994: Terminator X - Herc’s Message auf Super Bad[1]
- 1997: The Chemical Brothers - Elektrobank auf Dig Your Own Hole[2]
- 2008: Substantial - Sacrifice auf Sacrifice[3]

### Videos und DVDs
- Hip Hop - A Street History